# MNK Split
Malonogometni klub Split je futsal klub iz Splita koji svoje domaće utakmice igra u ŠC Gripe.

## Povijest
MNK Split je osnovan 1985. kada su pod imenom Optimist nastupali u trećoj splitskoj ligi. Neprestani su stanovnici prve Hrvatske malonogometne lige od njenog osnutna 1992., natjecavši se pod različitim nazivima. U prve dvije sezone su zauzeli drugo mjesto, oba puta iza Uspinjače. Do prvog naslova su došli u sezoni 1996./97. kada su se preimenovali u Split 1700 (tada je klubu priključen gradski suparnik Ballantines), iste sezone su igrali i finale kupa, ali su ostali bez trofeja.
Zlatna era počinje 2001. kada osvajaju i prvenstvo i kup, te u idućoj sezoni osvajaju treće mjesto na UEFA Futsal Kupu. Kup države su osvojili 5 puta u razdoblju od 2000. do 2006. te su još dodali jedan 2011.
Dana 28. svibnja osigurali su nastup u finalu doigravanja za prvaka, koje će igrati protiv Kijeva. U paklu Kninske dvorane 14. lipnja osvojili su naslov prvaka Hrvatske po sedmi put, nakon produžetaka u trećoj utakmici bilo je 5-3.
2012. godine je Brodosplit Inženjering osvojio dvostruku krunu – 1. HMNL i kup, ali ubrzo dolazi do povlačenja sponzora – Brodosplit Inženjeringa te klub nastavlja djelovati pod nazivom Split Tommy, no ne uspijeva zadržatiu proligaški status (zauzima posljednje, 12. mjesto te tako najuspješniji hrvatski malonogometni klub ispada iz lige. Sezone 2013./2014. vraćaju se u elitu hrvatskog futsala te osvajaju drugu ligu bez poraza vrativši u ekipu brojne reprezentativce,a uz to su osvojili i hrvatski kup. U nadolazećoj sezoni s brojnim pojačanima ozbiljno pucaju na prvo mjesto i vraćanje titule u Split i izlaska iz krize koja je trajala samo jednu godinu. U sezoni 2015./16. osvajaju kup i tijesno gube u finalu prvenstva od Nacionala 3:1.

## Nazivi kroz povijest
- Optimisti (1985. – 1986.)
- Optimisti Foto Olga (1986. – 1988.)
- Truman (1988. – 1991.)
- Truman – Elektroprijenos (1991. – 1994.)
- Truman Picasso (1994. – 1996.)
- Split 1700 (1996. – 1999.)
- Plehan (1999. – 2000.)
- Split 1700 (2000. – 2001.)
- Split Gašperov (2001. – 2005.)
- Brodosplit Inženjering (2005. – 2009.)
- Split Brodosplit Inženjering (2009. – 2012.)
- Split Tommy (2013. – 2018.)
- Split (2018.-)

## Trofeji
Prvenstvo
- 1996./97.,  2000./01., 2001./02., 2002./03., 2003./04., 2005./06., 2010./11., 2011./12.

Kup
- 2000./01., 2001./02., 2002./03., 2004./05., 2005./06., 2010./11., 2011./12., 2013./14., 2015./16., 2017./18.

Superkup
- 2001., 2002., 2003.

 UEFA Futsal Cup 
- 3. mjesto: 2001./02.

## Ligaški pregled po sezonama
| sezona                        | rang                     | liga                     | pozicija                 | doigravanje              | napomena                 |
| Truman – Elektroprijenos      | Truman – Elektroprijenos | Truman – Elektroprijenos | Truman – Elektroprijenos | Truman – Elektroprijenos | Truman – Elektroprijenos |
| ----------------------------- | ------------------------ | ------------------------ | ------------------------ | ------------------------ | ------------------------ |
| 1991./92.                     | 1                        | 1. HMNL                  | 2./12                    |                          |                          |
| 1992./93.                     | 1                        | 1. HMNL                  | 2./11                    |                          |                          |
| 1993./94.                     | 1                        | 1. HMNL                  | 3./11                    |                          |                          |
| Truman – Picasso              |                          |                          |                          |                          |                          |
| 1994./95.                     | 1                        | 1. HMNL – Južna skupina  | 4./14                    | ne                       |                          |
| 1995./96.                     | 1                        | 1. HMNL – Južna skupina  | 3./10                    | ne                       |                          |
| Split 1700                    |                          |                          |                          |                          |                          |
| 1996./97.                     | 1                        | 1. HMNL                  | 1./12                    |                          |                          |
| 1997./98.                     | 1                        | 1. HMNL                  | 3./13                    |                          |                          |
| 1998./99.                     | 1                        | 1. HMNL                  | 6./14                    |                          |                          |
| Split Plehan                  |                          |                          |                          |                          |                          |
| 1999./2000.                   | 1                        | 1. HMNL                  | 2./14                    |                          |                          |
| Split Star Šport / Split 1700 |                          |                          |                          |                          |                          |
| 2000./01.                     | 1                        | 1. HMNL – Južna skupina  | 2./7                     | da                       |                          |
| 2000./01.                     | 1                        | 1. HMNL – doigravanje    |                          | prvak                    |                          |
| Split Gašperov                |                          |                          |                          |                          |                          |
| 2001./02.                     | 1                        | 1. HMNL                  | 1./12                    |                          |                          |
| 2002./03.                     | 1                        | 1. HMNL                  | 1./12                    |                          |                          |
| 2003./04.                     | 1                        | 1. HMNL                  | 1./12                    |                          |                          |
| 2004./05.                     | 1                        | 1. HMNL                  | 1./12                    | četvrtfinale             |                          |
| Brodosplit Inženjering        |                          |                          |                          |                          |                          |
| 2005./06.                     | 1                        | 1. HMNL                  | 3./11                    | prvak                    |                          |
| 2006./07.                     | 1                        | 1. HMNL                  | 3./12                    | 3. mjesto                |                          |
| 2007./08.                     | 1                        | 1. HMNL                  | 2./12                    | finalist                 |                          |
| 2008./09.                     | 1                        | 1. HMNL                  | 2./12                    | polufinale               |                          |
| Split Brodosplit Inženjering  |                          |                          |                          |                          |                          |
| 2009./10.                     | 1.                       | 1. HMNL                  | 2./14                    | finalist                 |                          |
| 2010./11.                     | 1                        | 1. HMNL                  | 2./13                    | prvak                    |                          |
| 2011./12.                     | 1                        | 1. HMNL                  | 1./12                    | prvak                    |                          |
| Split Tommy                   |                          |                          |                          |                          |                          |
| 2012./13.                     | 1                        | 1. HMNL                  | 12./12                   | ne                       |                          |
| 2013./14.                     | 2                        | 2. HMNL – Jug            | 1./11                    |                          |                          |
| 2013./14.                     | 2                        | 2. HMNL – za prvaka      | 1./4                     |                          |                          |
| 2014./15.                     | 1                        | 1. HMNL                  | 2./12                    | finalist                 |                          |
| 2015./16.                     | 1                        | 1. HMNL                  | 2./12                    | finalist                 |                          |

## Poznati igrači
- Robert Jarni
- Nikola Tomičić
- Aljoša Staničić
- Alen Delpont
- Ivica Osibov
- Dario Marinović
- Ivo Jukić
- Franco Jelovčić
- Robert Grdović
- Josip Suton
- Robert Pavičić
- Duje Vladović

## Unutarnje poveznice
- MNK FC Split Tommy (žene)

## Vanjske poveznice
- službena stranica
- stare službene stranice, wayback arhiva
- Profil  Arhivirana inačica izvorne stranice od 15. svibnja 2012. (Wayback Machine) na malinogomet.info